# Regionalwahlkreis Linz und Umgebung
Der Regionalwahlkreis Linz und Umgebung (Wahlkreis 4A) ist ein Regionalwahlkreis in Österreich, der bei Wahlen zum Nationalrat für die Vergabe der Mandate im ersten Ermittlungsverfahren gebildet wird. Der Wahlkreis umschließt die Landeshauptstadt Linz sowie den politischen Bezirk Linz-Land und entspricht in seinem Umfang damit dem Landtagswahlkreis Linz und Umgebung.
Bei der Nationalratswahl 2019 waren im Regionalwahlkreis Linz und Umgebung 245.789 Personen wahlberechtigt, wobei bei der Wahl die Sozialdemokratische Partei Österreichs (SPÖ) mit 27,8 % als stärkste Partei hervorging. Von den sieben zu vergebenden Grundmandaten entfiel je eines auf die SPÖ, auf die Österreichische Volkspartei (ÖVP), auf die Freiheitliche Partei Österreichs (FPÖ) und auf Die Grünen – Die Grüne Alternative (GRÜNE).

## Geschichte
Nach dem Ende des Staates Österreich-Ungarn wurden für das Gebiet von Oberösterreich mit der Wahlordnung 1918 für die Wahl der konstituierenden Nationalversammlung sechs Wahlkreise geschaffen, woebei bereits zu dieser Zeit ein Wahlkreis mit dem Namen Linz und Umgebung gebildet wurde. Dieser Wahlkreis (zunächst Wahlkreis 13, ab 1923 Wahlkreis 12) umfasste das Gebiet der Stadt Linz und die Gerichtsbezirke Linz, Ottensheim und Urfahr. Nachdem die Wahlordnung von 1923 von der austrofaschistischen Regierung 1934 außer Kraft gesetzt worden war, wurde die ursprüngliche Einteilung der Wahlkreise nach dem Zweiten Weltkrieg mit dem Verfassungsgesetz vom 19. Oktober 1945 weitgehend wieder eingeführt. In der Folge war der Wahlkreis Linz und Umgebung von Gebietsverschiebungen betroffen. 1949 blieb das Gebiet des Wahlsprengels noch unverändert, wenngleich die Definition des Wahlkreisgebietes angepasst werden musste. Durch die Stilllegung des Gerichtsbezirks St. Florian war dieses nämlich an den Gerichtsbezirk Linz gefallen, das Gebiet blieb jedoch trotzdem Teil des Wahlkreises Traunviertel. Daher umfasste das Wahlkreisgebiet ab 1949 per Definition die Stadt Linz und die Gerichtsbezirke Ottensheim, Urfahr und Linz (ohne den ehemaligen Gerichtsbezirk Markt St. Florian). Auch der 1958 erfolgten Auflösung der Bezirksgerichte Ottensheim und Urfahr 1958 wurde mit der Nationalrats-Wahlordnungsnovelle 1958 Rechnung getragen. Erneut kam es zwar zu keiner Gebietsveränderung, jedoch wurde nun die Definition des Wahlkreisgebietes auf die Stadt Linz, den Gerichtsbezirk Linz-Land (ohne die Gemeinden des ehemaligen Gerichtsbezirks St. Florian) und den Gerichtsbezirk Urfahr-Umgebung geändert. Mit der Nationalrats-Wahlordnung 1971 kam es schließlich erstmals zu einer tiefgreifenden Wahlkreisreform, mit der die Anzahl der Wahlkreise in Österreich auf nur noch neun reduziert wurde. Für das Bundesland Oberösterreich bestand in der Folge nur noch ein Wahlkreis, der Wahlkreis Oberösterreich (Wahlkreis 4). Mit Inkrafttreten der Nationalrats-Wahlordnung 1992 wurde das österreichische Bundesgebiet schließlich in 43 Regionalwahlkreise unterteilt und somit ein drittes Ermittlungsverfahren eingeführt, wobei Linz und der Bezirk Linz-Land zum Wahlkreis Linz und Umgebung (Wahlkreis 4A) zusammengefasst wurden. Der Regionalwahlkreis Linz und Umgebung umfasste damit nun auch die Gemeinden des ehemaligen Gerichtsbezirks St. Florian, verlor aber im Gegenzug die Gemeinden des Gerichtsbezirkes Urfahr-Umgebung. 1993 wurden dem Regionalwahlkreis sieben Mandate zugewiesen, wobei die Neuberechnung der Mandatsverteilung im Jahr 2002 (nach den Ergebnissen der Volkszählung 2001) zu keinen Veränderungen führte.
Seit der Schaffung des Wahlkreises erreichte die SPÖ bei jeder Wahl die relative Mehrheit. Der zweite Platz war seit 1994 zwischen FPÖ und ÖVP umkämpft. Während die FPÖ zwischen 1994 und 1999 vor der ÖVP lag, fiel sie 2002, 2006 und 2019 sogar hinter die Grünen zurück. Die Grünen, für die der Wahlkreis Linz und Umgebung der stärkste Wahlkreis in Oberösterreich ist, erreichten im Jahr 2019 mit 17,3 % ihr bisher bestes Ergebnis.

## Wahlergebnisse
| Nationalratswahlen im Regionalwahlkreis Linz und Umgebung | Nationalratswahlen im Regionalwahlkreis Linz und Umgebung | Nationalratswahlen im Regionalwahlkreis Linz und Umgebung | Nationalratswahlen im Regionalwahlkreis Linz und Umgebung | Nationalratswahlen im Regionalwahlkreis Linz und Umgebung | Nationalratswahlen im Regionalwahlkreis Linz und Umgebung | Nationalratswahlen im Regionalwahlkreis Linz und Umgebung | Nationalratswahlen im Regionalwahlkreis Linz und Umgebung | Nationalratswahlen im Regionalwahlkreis Linz und Umgebung | Nationalratswahlen im Regionalwahlkreis Linz und Umgebung | Nationalratswahlen im Regionalwahlkreis Linz und Umgebung | Nationalratswahlen im Regionalwahlkreis Linz und Umgebung |
| Wahltermin                                                | GM                                                        |                                                           | SPÖ                                                       | ÖVP                                                       | FPÖ                                                       | GRÜNE                                                     | BZÖ                                                       | LIF/NEOS                                                  | FRANK                                                     | PILZ/JETZT                                                | Sonstige                                                  |
| --------------------------------------------------------- | --------------------------------------------------------- | --------------------------------------------------------- | --------------------------------------------------------- | --------------------------------------------------------- | --------------------------------------------------------- | --------------------------------------------------------- | --------------------------------------------------------- | --------------------------------------------------------- | --------------------------------------------------------- | --------------------------------------------------------- | --------------------------------------------------------- |
| 9. Oktober 1994                                           |                                                           | Stimmenanteile (%)                                        | 41,7                                                      | 18,5                                                      | 22,5                                                      | 8,9                                                       | -                                                         | 6,7                                                       | -                                                         | -                                                         | 1,5                                                       |
| 9. Oktober 1994                                           | 7                                                         | Grundmandate                                              | 3                                                         | 1                                                         | 1                                                         | 0                                                         | -                                                         | 0                                                         | -                                                         | -                                                         | 0                                                         |
| 17. Dezember 1995                                         |                                                           | Stimmenanteile (%)                                        | 46,8                                                      | 20,1                                                      | 20,5                                                      | 5,5                                                       | -                                                         | 6,0                                                       | -                                                         | -                                                         | 1,1                                                       |
| 17. Dezember 1995                                         | 7                                                         | Grundmandate                                              | 3                                                         | 1                                                         | 1                                                         | 0                                                         | -                                                         | 0                                                         | -                                                         | -                                                         | 0                                                         |
| 3. Oktober 1999                                           |                                                           | Stimmenanteile (%)                                        | 40,0                                                      | 19,3                                                      | 26,6                                                      | 8,6                                                       | -                                                         | 4,0                                                       | -                                                         | -                                                         | 1,6                                                       |
| 3. Oktober 1999                                           | 7                                                         | Grundmandate                                              | 2                                                         | 1                                                         | 1                                                         | 0                                                         | -                                                         | 0                                                         | -                                                         | -                                                         | 0                                                         |
| 24. November 2002                                         |                                                           | Stimmenanteile (%)                                        | 45,5                                                      | 31,9                                                      | 10,0                                                      | 11,0                                                      | -                                                         | 1,1                                                       | -                                                         | -                                                         | 0,5                                                       |
| 24. November 2002                                         | 7                                                         | Grundmandate                                              | 3                                                         | 2                                                         | 0                                                         | 0                                                         | -                                                         | 0                                                         | -                                                         | -                                                         | 0                                                         |
| 1. Oktober 2006                                           |                                                           | Stimmenanteile (%)                                        | 44,2                                                      | 24,8                                                      | 11,9                                                      | 12,7                                                      | 2,6                                                       | -                                                         | -                                                         | -                                                         | 3,8                                                       |
| 1. Oktober 2006                                           | 7                                                         | Grundmandate                                              | 3                                                         | 1                                                         | 0                                                         | 0                                                         | 0                                                         | -                                                         | -                                                         | -                                                         | 0                                                         |
| 28. September 2008                                        |                                                           | Stimmenanteile (%)                                        | 37,7                                                      | 18,4                                                      | 18,4                                                      | 12,4                                                      | 8,1                                                       | 1,9                                                       | -                                                         | -                                                         | 3,3                                                       |
| 28. September 2008                                        | 7                                                         | Grundmandate                                              | 2                                                         | 1                                                         | 1                                                         | 0                                                         | 0                                                         | 0                                                         | -                                                         | -                                                         | 0                                                         |
| 29. September 2013                                        |                                                           | Stimmenanteile (%)                                        | 33,1                                                      | 17,0                                                      | 20,4                                                      | 15,0                                                      | 3,0                                                       | 4,5                                                       | 4,7                                                       | -                                                         | 2,4                                                       |
| 29. September 2013                                        | 7                                                         | Grundmandate                                              | 2                                                         | 1                                                         | 1                                                         | 1                                                         | 0                                                         | 0                                                         | 0                                                         | -                                                         | 0                                                         |
| 15. Oktober 2017                                          |                                                           | Stimmenanteile (%)                                        | 35,0                                                      | 24,1                                                      | 24,0                                                      | 4,5                                                       | -                                                         | 5,4                                                       | -                                                         | 4,6                                                       | 2,4                                                       |
| 15. Oktober 2017                                          | 7                                                         | Grundmandate                                              | 2                                                         | 1                                                         | 1                                                         | 0                                                         | -                                                         | 0                                                         | -                                                         | 0                                                         | 0                                                         |
| 29. September 2019                                        |                                                           | Stimmenanteile (%)                                        | 27,8                                                      | 27,8                                                      | 15,3                                                      | 17,3                                                      | -                                                         | 8,6                                                       | -                                                         | 1,9                                                       | 1,4                                                       |
| 29. September 2019                                        | 7                                                         | Grundmandate                                              | 1                                                         | 1                                                         | 1                                                         | 1                                                         | -                                                         | 0                                                         | -                                                         | 0                                                         | 0                                                         |
| 29. September 2024                                        |                                                           | Stimmenanteile (%)                                        | 26,2                                                      | 20,9                                                      | 25,9                                                      | 10,3                                                      | -                                                         | 9,8                                                       | -                                                         | -                                                         | 6,7                                                       |
| 29. September 2024                                        | 7                                                         | Grundmandate                                              | 1                                                         | 1                                                         | 1                                                         | 0                                                         | -                                                         | 0                                                         | -                                                         | -                                                         | 0                                                         |